# 佐敦

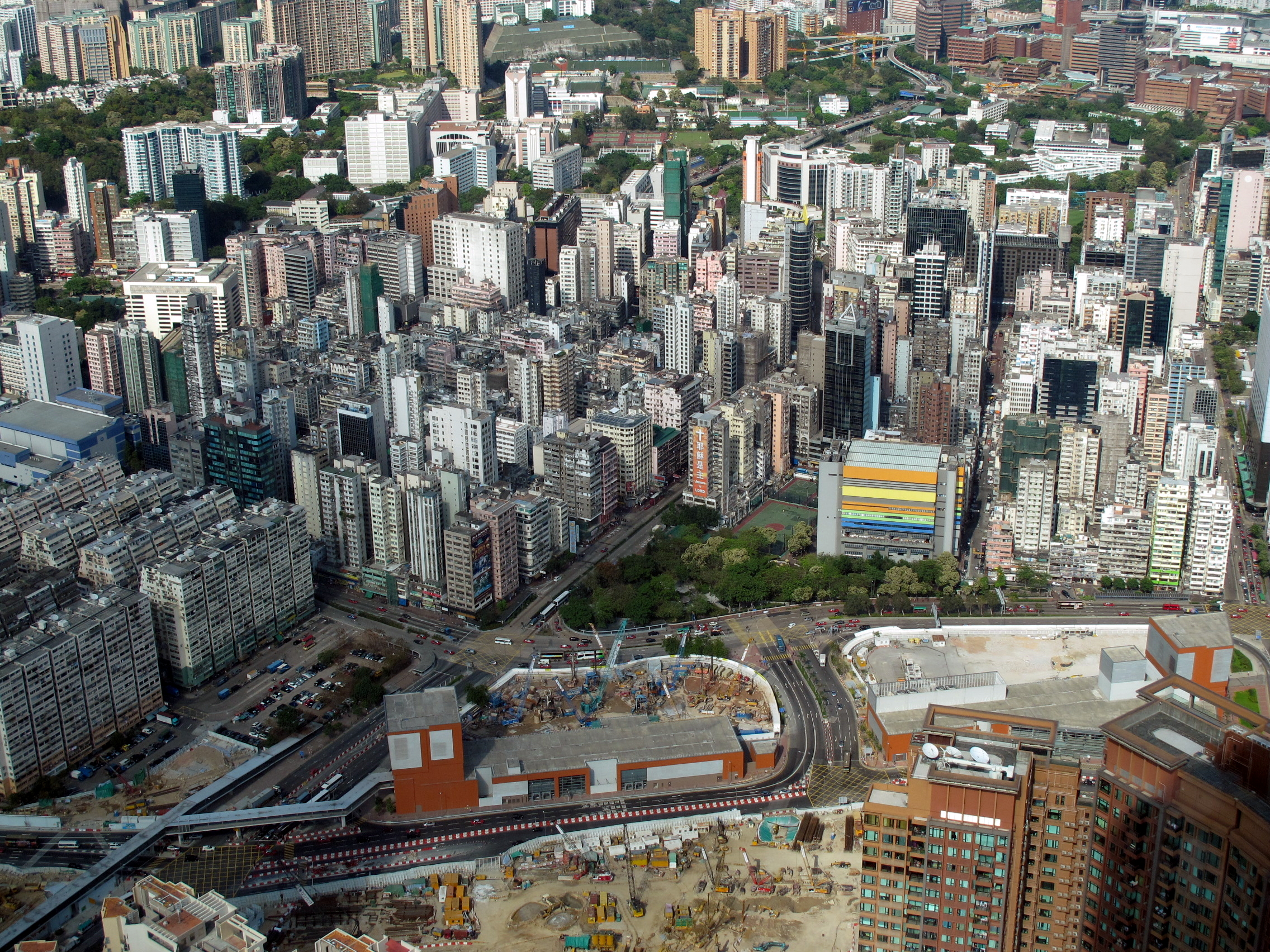
佐敦（2011年）

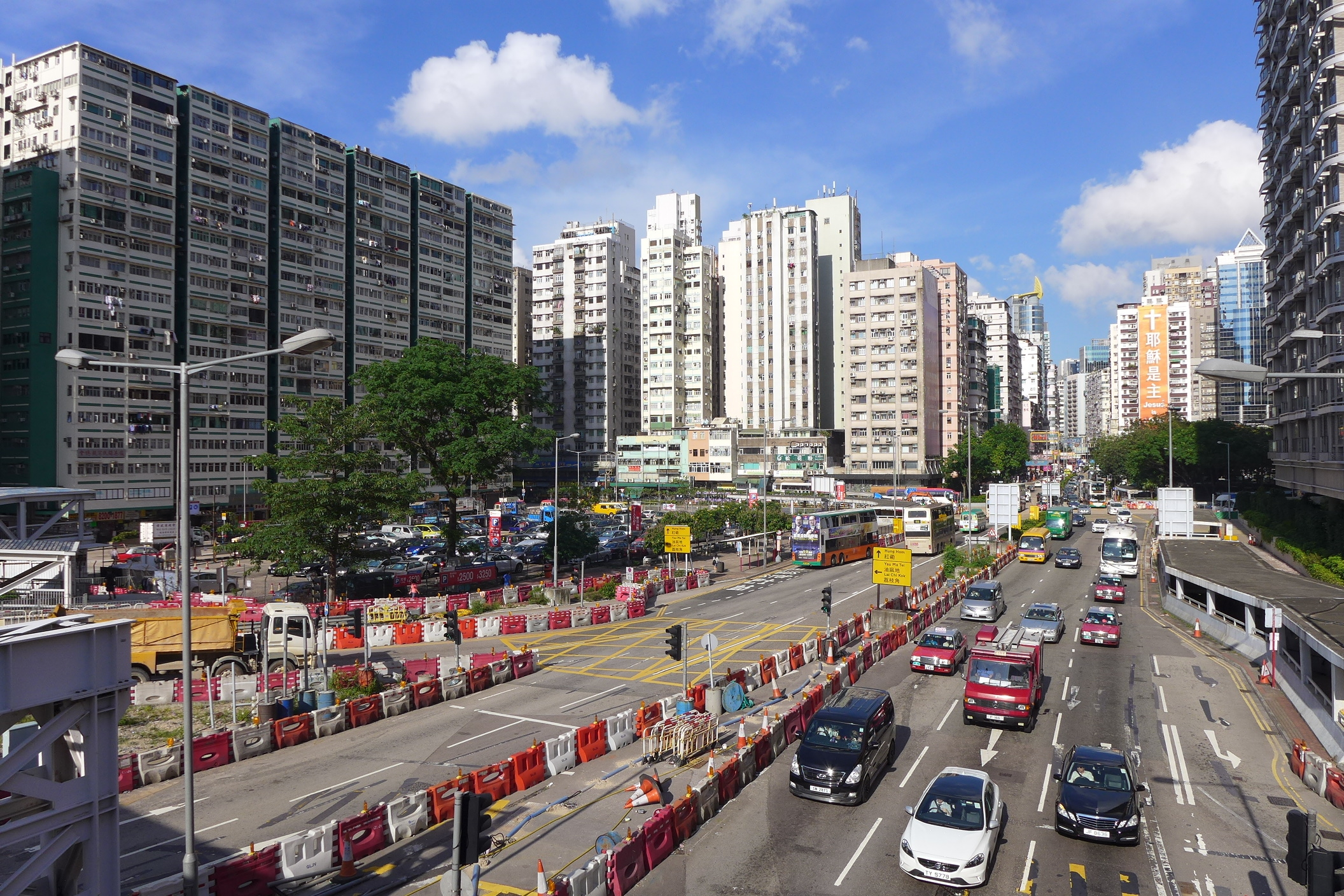
佐敦南部的住宅區

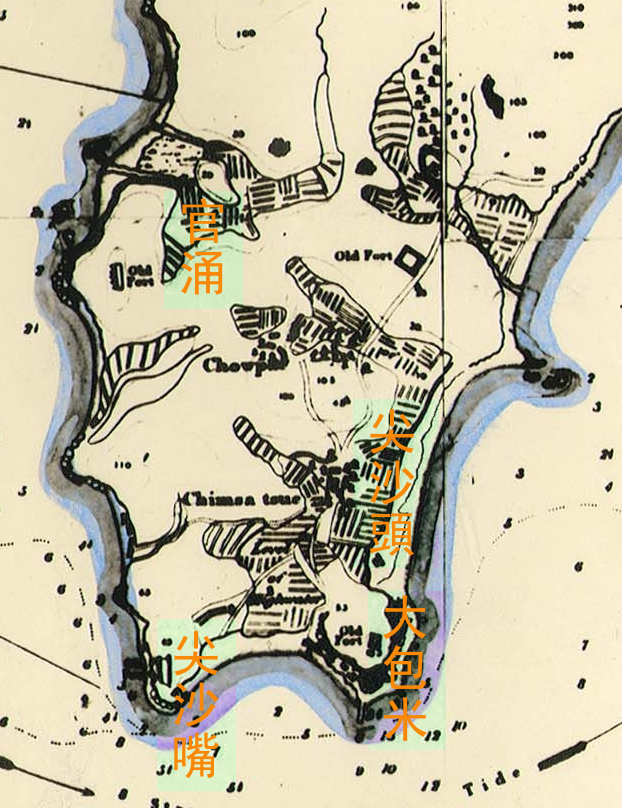
1845年地圖，官涌為一涌谷，西南官涌山上有寨

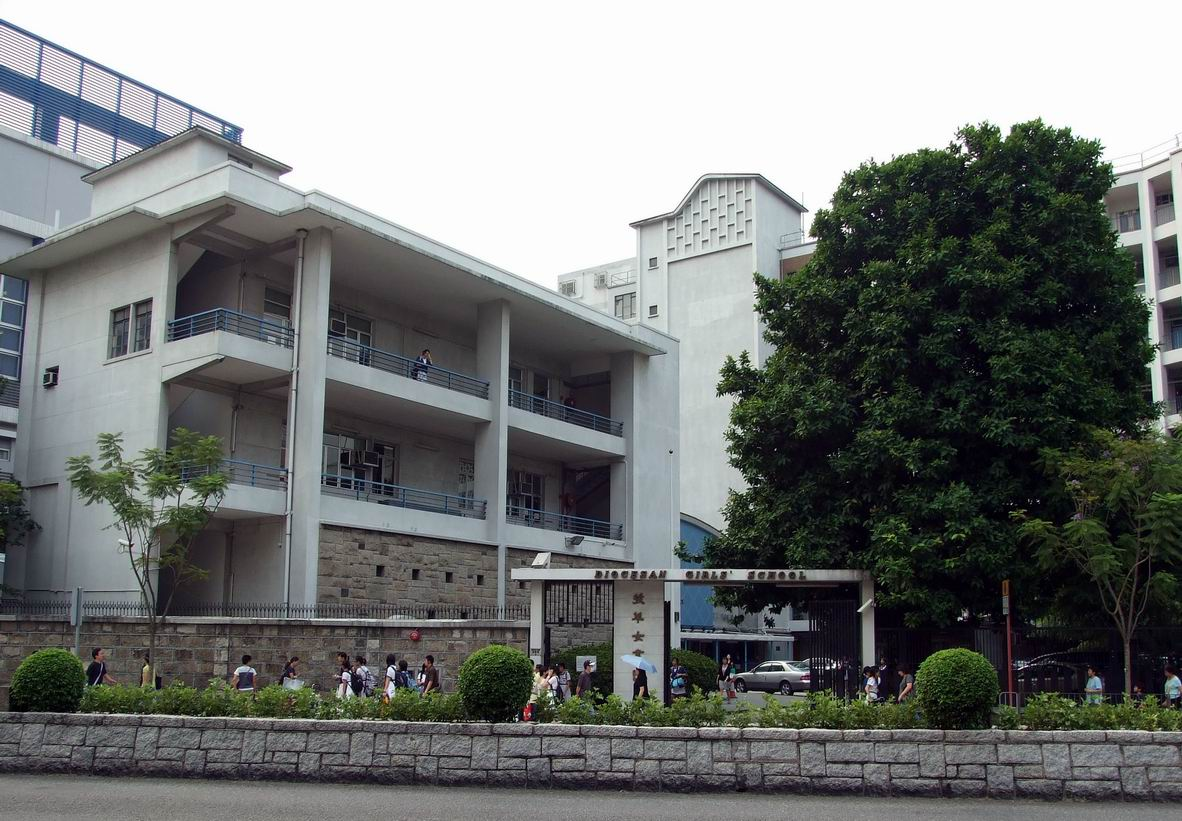
重建前的拔萃女書院(2007年)

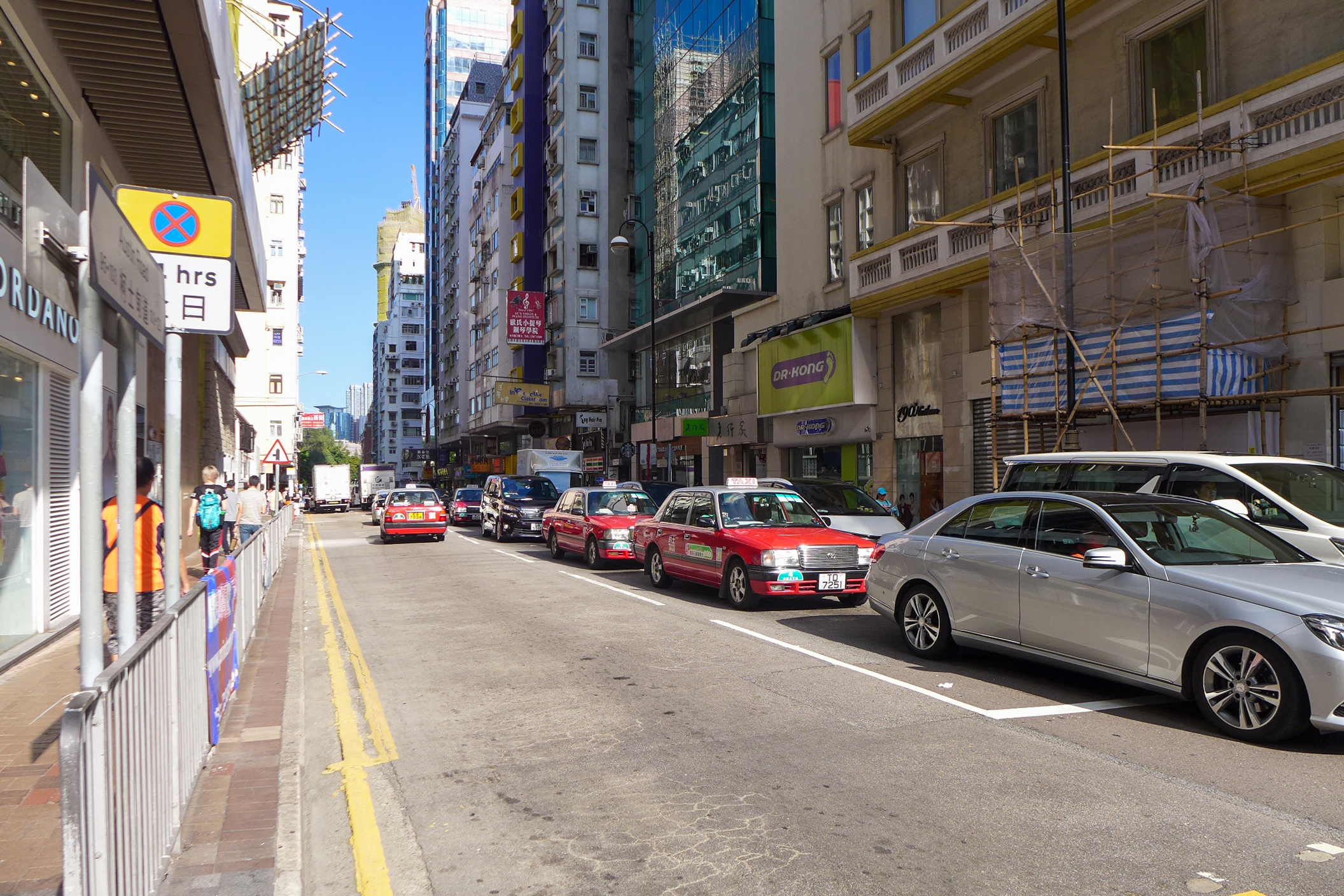
柯士甸道

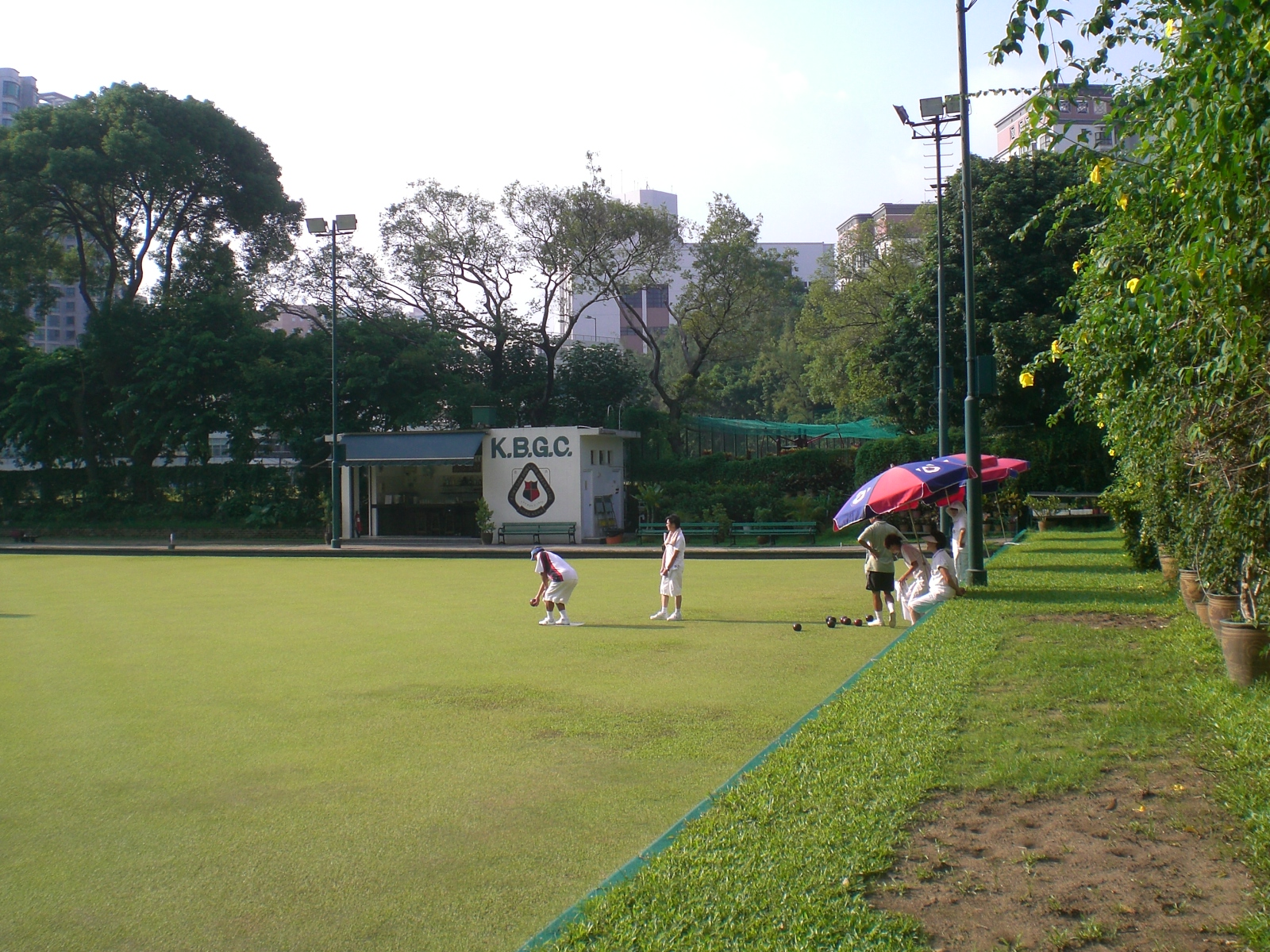
九龍草地滾球會

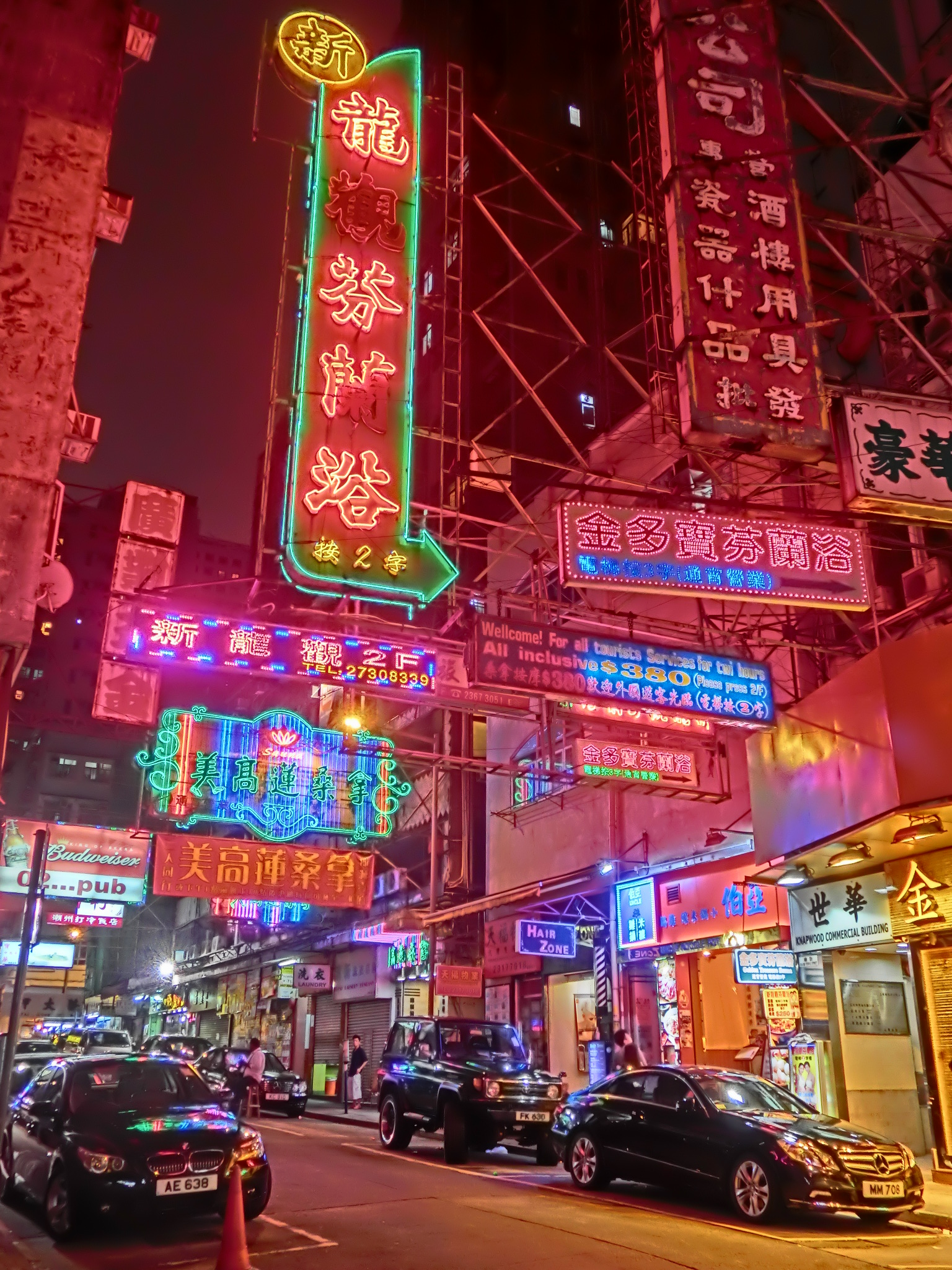
佐敦廟街的芬蘭浴

佐敦，原名官涌（英語：Kwun Chung），位於香港九龍區的核心地帶，座落油尖旺區的西南部。區內樓宇林立，當中以商業大廈為主。區內交通十分方便，除了彌敦道繁忙的路面交通外，港鐵荃灣綫佐敦站位於佐敦的中心地區、彌敦道之下。佐敦與西九龍填海區為鄰，東涌綫和機場快綫九龍站及廣深港高鐵香港西九龍站都位於填海區。因為佐敦道和佐敦站都位於此地區中心位置，所以香港市民約定俗成地稱此地為「佐敦」。
佐敦的大致範圍，為廣東道至渡船街以東與渡船角為界、西貢街至加士居道以南與油麻地主要部分及京士柏為界、柯士甸道以北與尖沙咀為界及漆咸道以西與紅磡灣為界。區域的中心為佐敦道，且被港鐵佐敦站貫穿。佐敦被部分人視為油麻地的南部，亦有另一部分人將佐敦道以南視為尖沙咀的北部，另外根據規劃署的分區計劃大綱圖，佐敦道及漆咸道以南，包括香港理工大學，均屬於尖沙咀的範圍。佐敦就如香港其他地區一樣，都因為鐵路站的名稱影響周邊的地名，如葵興、葵芳、太子、美孚、天后等約定俗成的地名。

## 地理

### 大約界線
佐敦一地位於尖沙咀以北、油麻地以南，但沒有明確的界線，佐敦道被視為該區域的中心，自東向西穿越該地，而且被港鐵佐敦站貫穿。
在規劃署的分區計劃大綱圖中，佐敦道以南屬於尖沙咀的範圍，佐敦道以北及甘肅街以南的佐敦區屬於油麻地的範圍，而廣東道以西的佐敦區則屬於西南九龍的範圍。
部分香港市民會以港鐵佐敦站作為中心，而將連翔道以東、甘肅街／加士居道以南、漆咸道以西及柯士甸道以北視作佐敦的地理範圍，亦會將佐敦視為一個地區，而不隸屬於油麻地或者尖沙咀。
但亦有部分香港市民只會將佐敦視作佐敦道的道路和鐵路車站（佐敦站）名稱，亦會將佐敦視為油麻地的南部（甘肅街及佐敦道之南）或尖沙咀的北部（尖沙咀警署鄰近佐敦），以至直接以佐敦道區分油麻地及尖沙咀，而不把佐敦視作地名。
香港政府於2021年因應2019冠狀病毒病疫情，而將彌敦道、柯士甸道、渡船街及文華新村與甘肅街之間的地區稱為「佐敦指定區域」。

## 歷史

### 西面部分
現時佐敦的位置原本是一座小山丘，是從九龍通往尖沙咀的必經之路，1906年和1908年，香港先後發生嚴重風災，損失極為巨大。於是香港政府在1909年通過《建築避風塘條例》，興建油麻地避風塘，小山丘被夷平，而所得沙石則被用作填平旺角至油麻地一帶的淺灘和建築防波堤。

### 地鐵通車
1979年，香港地鐵「修正早期系統」通車，並於此設有一站。因該站主要位於佐敦道，地鐵當局用街道名「佐敦」為車站名稱。時至今日，佐敦已約定俗成為該區通用名稱，並廣為香港人所熟悉。

### 名稱由來
佐敦因地鐵佐敦站而名，而佐敦站因佐敦道而名。佐敦道原本叫第六街，後為紀念朱邇典爵士而命名。

## 著名地點
- 拔萃女書院
- 槍會山軍營
- 九龍木球會
- 文華新村
- 九龍公園
- 九龍佐治五世紀念公園
- 九龍佑寧堂
- 佐敦薈，前址為因發生五級大火而拆卸的嘉利大廈
- 德信學校
- 恒豐中心
- 裕華國貨
- 澳洲牛奶公司
- 福樂大廈
- 佐敦道官立小學
- 華豐大廈

## 交通

### 主要交通幹道
- 佐敦道
- 彌敦道
- 廣東道
- 加士居道
- 漆咸道南

## 區議會議席分佈
| 選區         | 範圍                             | 議員（2016-2019）         | 議員（2020-2023）                 | 議員（2023-2026） |
| ------------ | -------------------------------- | ------------------------- | --------------------------------- | ----------------- |
| E02 九龍站   | 機鐵九龍站Union Square           | ／                        | 孔昭華（民建聯）                  | （選區未設立）    |
| E03 佐敦西   | 佐敦道、炮台街、甘肅街           | 陳少棠（民建聯 → 經民聯） | 朱慧芳（民主動力）→空缺           | （選區未設立）    |
| E18 佐敦北   | 加士居道、佐敦道、渡船街、甘肅街 | 楊鎮華（民建聯）          | 何富榮（民主派區選聯盟）          | （選區未設立）    |
| E19 佐敦南   | 佐敦道、覺士道、柯士甸道、彌敦道 | 葉傲冬（民建聯）          | 陳梓維（民主動力）→空缺           | （選區未設立）    |
| E1 油尖旺南  |                                  |                           |                                   |                   |
| （選區取消） | （選區取消）                     | （選區取消）              | 葉傲冬（民建聯） 關煒曦（九社聯） |                   |

## 疫情
2021年1月23日，政府引用《預防及控制疾病規例》第599J章，凌晨4時起圍封佐敦指定區域，東至吳松街、南至南京街、西至炮台街、北至甘肅街，指明「受限區域」內的人士須留在處所並按政府安排接受強制檢測。受檢人士要在其處所等候，直至區內所有已識別的受檢人士完成檢測，而相關檢測結果已獲大致確定，才可離開處所。政府目標是在約48小時內完成行動。
當局表示，將於「受限區域」內設立臨時採樣站，並要求受檢人士於今日午夜前接受檢測。受檢人士會獲分批安排到採樣站接受核酸測試，由專人以咽喉和鼻腔合併拭子採樣。政府會為行動不便的人士和長者，包括區內老人院院友安排上門採樣，或安排他們自行採集並遞交深喉唾液樣本。
當局說，明白今次安排會為市民帶來不便，已安排足夠的檢測資源，盡快為「受限區域」內所有受檢人士進行檢測，目標是爭取於約48小時內完成行動，以期市民可在星期一上午6時左右開始上班。在正式撤銷相關宣告時，政府會另行公布。如有僱員因宣告而未能上班，政府希望僱主能酌情處理，不要扣減員工的薪金和福利。
圍封區域於1月25日凌晨3時30分解封。

## 參看
- 官涌體育館
- 官涌市政大廈
- 官涌街
- 官涌山
- 渡船角
- 佐敦道
- 油麻地
- 尖沙咀
- 西九龍

22°18′18″N 114°10′18″E / 22.3049°N 114.1717°E